# Life for Rent (bài hát)
"Life for Rent" là đĩa đơn thứ hai trích từ album phòng thu cùng tên thứ hai của nữ ca sĩ người Anh, Dido. Đĩa đơn được phát hành vào ngày 1 tháng 12 năm 2003 và đạt được thành công tại Anh, đạt đến vị trí thứ 8 trên UK Singles Chart. Đĩa đơn cũng rất thành công tại Châu Âu và Hoa Kỳ. Ca khúc được sử dụng trong bộ phim truyền hình dài tập Hoa Kỳ Smallville và Nikita

## Danh sách bài hát
CD1 tại Anh
1. "Life For Rent" - 4:01
2. "White Flag" (Bản phối lại của Idjut Boys) - 3:36

CD2 tại Anh
1. "Life For Rent" - 4:01
2. "Life For Rent" (Bản phối lại của Skinny 4 Rent) - 6:13
3. "Stoned" (Bản phối lại của Spiritchaser) - 3:05
4. "Life For Rent" (Video) - 4:00

## Các bảng xếp hạng
| Các bảng xếp hạng (2003)                        | Thứ hạng cao nhất |
| ----------------------------------------------- | ----------------- |
| Úc (ARIA)                                       | 28                |
| Áo (Ö3 Austria Top 40)                          | 31                |
| Bỉ (Ultratop 50 Flanders)                       | 34                |
| Bỉ (Ultratop 50 Wallonia)                       | 27                |
| Hà Lan (Dutch Top 40)                           | 11                |
| Pháp (SNEP)                                     | 24                |
| Trường songid là BẮT BUỘC CHO BẢNG XẾP HẠNG ĐỨC | 33                |
| Ireland (IRMA)                                  | 8                 |
| Ý (FIMI)                                        | 8                 |
| New Zealand (Recorded Music NZ)                 | 17                |
| Thụy Điển (Sverigetopplistan)                   | 20                |
| Thụy Sĩ (Schweizer Hitparade)                   | 19                |
| UK Singles (The Official Charts Company)        | 8                 |